# Utókép

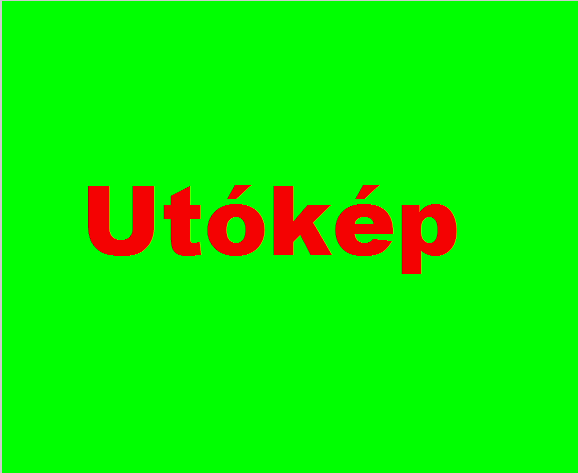
Ha valaki 30-40 másodpercig figyeli ezt a képet, aztán fehér háttér felé néz, akkor egy negatív utóképet fog látni.

Az utókép olyan vizuális illúzió, amikor egy ember látásában továbbra is megjelenik egy kép, miután a valóságban már nem látja az eredeti képet. A leggyakoribb utókép az, mikor ragyogó fény látszik úszni a szemünk előtt, miután pár másodpercre egy fényforrásba nézünk.
Az utókép két formában jöhet létre: negatívan (invertált) és pozitívan (megtartva az eredeti színt). A pozitív utóképek mögött húzódó folyamat nem ismert, de úgy gondolják, hogy a neurális adaptációhoz van köze. A negatív utókép viszont retinai jelenség, amelynek hátterét már részletesen feltárták.

## Negatív utóképek
A negatív utóképek akkor jöhetnek létre, amikor a szem fotoreceptorai, különösen az úgynevezett csap-sejtek, adaptálódnak az erős ingerekhez, és vesztenek érzékenységükből.  Normális esetben a szem úgy intézi ezt el, hogy nagy sebességű kis mozgásokat végez (lásd: mikroszakkádok), és ez a mozgás később „kiszűrődik”, így nem vesszük észre. Viszont ha egy színes alak elég nagy területű, akkor az apró szemmozgások nem elegek, hogy a retinának egy adott területe alatt megváltoztassák a színt, (hiszen a látvány nagyrészt csak azonos színű részeken mozog), így ezen a helyen a csapok végül kifáradnak, vagy adaptálódnak, és nem adnak további válaszokat. A pálcika sejtekre szintén érvényes ugyanez a hatás.
Amikor a szemeinket átvisszük egy üres területre, az adaptált fotoreceptorok csak gyenge jeleket küldenek, így ezek a színek el vannak tompítva. Viszont a körülöttük lévő csapok, amiket az a szín nem ingerelt, még mindig „frissek”, és erős jeleket küldenek. A jel az pontosan olyan, mintha az ellenkező, invertált színt néznénk, és az agyunk így is fordítja le.
Ewald Hering három pár elsődleges szín alapján magyarázta meg, hogyan látunk utóképeket. Ez az ellentétes folyamat elmélet az állítja, hogy az ember látórendszere úgy kap információt a színekről, hogy antagonista (ellentétes hatású) módon dolgozza fel a csapokból és pálcikákból érkező jeleket. Az ellentétes szín elmélet szerint három fő ellentétes csatorna létezik: a piros a cián színnel, a kék a sárgával, és a fekete a fehérrel szemben. A válaszok az ellentétes csatornájú színre éppen ellenkező hatásúak. Ezért fogja egy zöld kép egy magenta utókép hatását okozni. A zöld kép kifárasztja a zöld fotoreceptorokat, így ezek gyengébb jeleket adnak. Minden, ami kevesebb zöldként értékelődik, az úgy lesz lefordítva, mintha több lenne benne az elsődleges szín párja, tehát a magenta.

## Egy üres alakzat utóképei
Egy színes folt hosszas nézése komplementer színű utóképet von maga után. „Az üres alakzat utókép” hatása kontraszthatással hozható kapcsolatba.
Ezen hatás során egy üres (fehér) alakzatot kell figyelni színes háttéren egy rövid ideig. Mikor a háttér eltűnik (fehér lesz), vagy más fehér háttérre nézünk, az alakzatot láthatjuk egy illuzórikus színben, ami hasonlít az eredeti háttér színére. A hatás mechanizmusa egyelőre tisztázatlan, de valószínűleg a következők közül az egyik, vagy mindkettő:
- A színes háttérben megjelenő üres alakzat nézése során a színes háttér egy illuzórikus komplementer színt idéz elő az üres alakzatban. Így az alakzat utóképének várt színezete az előidézett szín komplementere lesz, és ezáltal az eredeti háttérhez hasonló színű.
- A színes háttér eltűnése után a háttér utóképe jön elő. Ennek az előidézett színnek komplementer színe van az eredeti háttérhez képest. Lehetséges, hogy ez a háttér utókép egyidejűleg kontrasztot idéz elő az üres alakzat helyén. Az egyidejű kontraszt egy olyan pszichológiai jelenség, amikor egy színt különbözőképpen látunk a körülötte található színektől függően.

Az észlelt üres alakzat hatás lehet, hogy egyszerre mindkét mechanizmus hatása.

## Kórtani esetek
A palinopsziának nevezett vizuális zavar során a betegeknek nagyobb hajlamuk van utóképeket látni. Egyrészt kevesebb időre van szükségük az utókép formálásához, másrészt az utóképet hosszabb ideig látják. A pozitív utóképek különösen nagy hatásúak, annyira, hogy a rutinos szemmozgásokat is annak a vibrációi követik, amiket a szem végigpásztázott. Viszont a negatív utóképeket is erősebb hatással tapasztalják a palinopsziában szenvedők. Nem megállapított, hogy a palinopszia utóképei a fent leírtakhoz hasonló folyamatok idézik-e elő, bár az a kevés kutatás, ami létezik ezzel a jelenséggel kapcsolatban, azt sejteti, hogy ez inkább az aggyal kapcsolatos, és nem a szemmel. A palinopszia egy maradandó állapot is lehet, de egyes migrénben szenvedők időszakosan tapasztalják.

## Képek

Jézus invertált és fokozott kontrasztú képe
Olaszország zászlajának invertált képe

## Fordítás
- Ez a szócikk részben vagy egészben  az   Afterimage című angol Wikipédia-szócikk fordításán alapul.  Az eredeti cikk szerkesztőit annak laptörténete sorolja fel. Ez a jelzés csupán a megfogalmazás eredetét és a szerzői jogokat jelzi, nem szolgál a cikkben szereplő információk forrásmegjelöléseként.